# Kosmemofobia

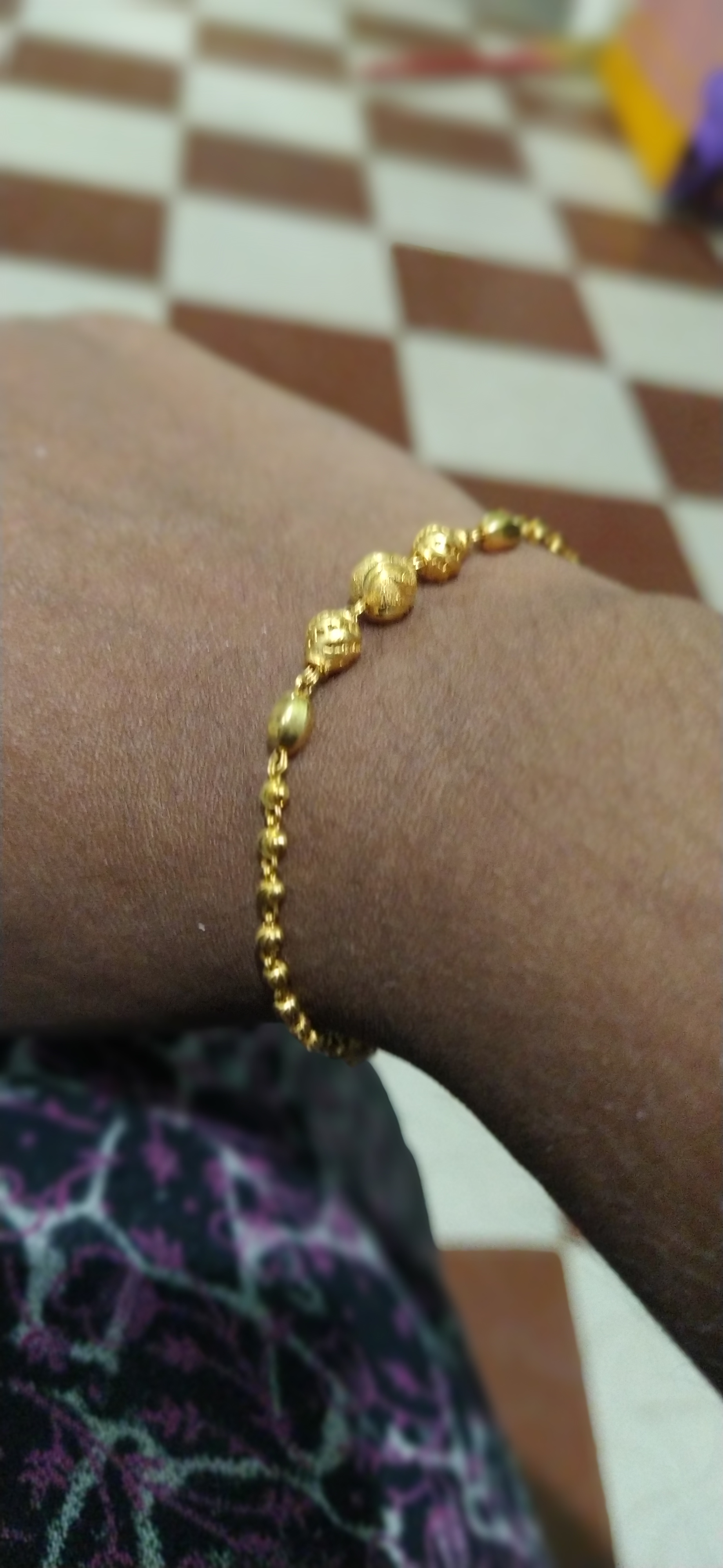
Tipo de objeto que incomoda pessoas com kosmemofobia

Kosmemofobia (em grego:  κόσμημα kósmima "joia", e φόβος phóbos "medo") é um nome proposto para a fobia de joias. 

## Sinais e sintomas
A Kosmemofobia se manifesta em diferentes intensidades, porém comumente é identificada pela aversão a brincos, braceletes, correntes, colares e acessórios metálicos em geral. Essa aversão pode se estender para outros objetos, como moedas, chaveiros, talheres ou acessórios não-metálicos.
Essa aversão não se trata de medo, mas sim de um sentimento de nojo e irritação em relação aos objetos. Kosmemofóbicos relatam evitar que tais objetos façam contato com sua pele, e sentir perda de apetite quando veem comida sendo manuseada por alguém utilizando-os.

## Razão
Ainda não há estudos conclusivos na área, mas especula-se que seja um medo aprendido, ou seja, cultural, adquirido em algum momento da vida, provavelmente na infância. Os kosmemofóbicos racionalizam que esses objetos são sujos, contaminados, e que inquietam sensorialmente o seu tato.